# مروست
مروست مرکز شهرستان مروست در جنوب استان یزد قرار دارد. جمعیت شهر مروست در سرشماری سال ۱۳۹۵ برابر با ۹،۳۷۹ نفر بوده است. این شهر از سال ۱۴۰۰ تبدیل به مرکز شهرستان مروست شد.

## ریشه‌شناسی واژهٔ مروست
در خصوص ریشه‌شناسی واژهٔ «مروست» و اینکه این واژه به چه شکل به وجود آمد و به چه معنا می‌باشد و علت این که این نام را بر این منطقه قرار داده‌اند در کتب تاریخی زیادی به شکل‌ها و تعاریف مختلفی به آن پرداخته شده‌است و با بررسی‌های به‌عمل آمده و تحقیقات صورت گرفته آنچه که به واقعیت نزدیک‌تر می‌باشد این گونه است که به سال (پیش از سال ۱۳۲ هجری قمری) عمر بن هبیره فزاری، معن بن زائده را که در شجاعت و سخا ثانی حاتم طائی است، از جانب دیگری روانهٔ فارس نمود پس معن با سپاه عبدالله بن معاویه در مرو شاذان که اکنون او را مروست گویند جنگ نمود و شکست فاحش بر سپاه عبدالله افتاد و یکنفر از اولاد ابولهب در آن جنگ کشته شد و فرموده اهل بیت طهارت که «یکنفر از بنی هاشم در مرو شاذان مدفون شود» «یقتل رجل من بنی هاشم بمروالشاذان» به صحت پیوست … (ص ۱۹۷)
استخری این نام را مروسف ضبط کرده، می‌نویسد: مروسف منبر ندارد (ص ۹۸، مسالک و ممالک)
حمداله مستوفی می‌نویسد: مروست دیهی بزرگ است از سردسیرات فارس و در اصل مر بود پس برای تمییز از مرو خراسان آنرا مرو شاذان گفتند چنانچه مرو خراسان را مرو شاهجهان (ص ۱۲۲، نزهت‌القلوب، چاپ لیدن)
فارسنامهٔ ابن بلخی، ص ۱۲۵
کامل، ابن اثیرف جلد چهارم، ص ۳۰۶
در جایی دیگر اینگونه آمده‌است که نام مروست در متون تاریخی به خاطر وجود قلعه‌های فراوان و وجود آثار تاریخی بسیار زیاد که نشان از وسعت و آبادانی آن در گذشته بوده‌است به نام دارالکلات معروف بوده‌است به طوری‌که در دور تا دور مروست بیش از ۱۸ قلعه هنوز پابرجا باقی مانده‌است که هر کدام زادگاه و محل زندگی افراد و طوایف بسیاری بوده‌است و برخی از آن‌ها تا دههٔ ۷۰ نیز هنوز مورد سکونت بود و در برخی روستاها هم‌اکنون جهت نگهداری دام از آن‌ها استفاده می‌شود.

## تاریخچه

### آثار تاریخی
مجموعه بناهای تاریخی مروست، نقطهٔ دیدنی تاریخ این شهر است. این مجموعه عبارت است از: مسجد شاه حسین مروست متعلق به دوران قاجاریان (ثبت در فهرست آثار ملی)، مسجد حاج قاسم، گنبدی، قلعهٔ تاریخی مروست، مسجد جامع، بقعهٔ شیخ عبدالله، بقعهٔ شیخ بهاالدین و کاروانسرای شعبه.

### پیشینه
امیر مظفر پسر منصور پسر غیاث‌الدین حاجی خراسانی که پهلوانی دولتیار و نیک اعتقاد خوش‌پندار بود در خدمت اتابکان یزد به رتبهٔ امارت رسید؛ وقتی از اتابکان یزد رنجید خدمت ایلخان، ارغون خان رسید و در نزد او به منصب یساولی سرافراز گردید. پس از ارغون خان، گیخاتو خان، غازان خان و سپس اولجایتوسلطان او را به خدمت گرفتند و حکومت ابرقوه و هرات و مروست و اردستان را به او واگذاشتند. (ص ۳۰۵)
هرات و مروست شهری است کوچک و غله و بوم و میوه روی و هوای معتدل و آب روان دارد و مروست دیهی است بزرگ و همان صفات دارد. (نزهت‌القلوب، حمدالله مستوفی)
شیخ اقدم سعیدالمشهور (۷۹ ب) بوفور الکرامات المعروف بعد المقامات شیخ‌الحق ولدین محمد بن بهاء الدین. شیخ مشارالیه به چند خواص مخصوص بود. اول آنکه دایماً در بند آن بود که غمی از دل درویش غمزه بردارد. دیگر آنکه بسیار دوست داشتی که کسی را مهمی ساخته گرداند و از بند قید و گرفتاری خلاصی دهد. دیگر آنکه اعانت فروماندگان بر خود واجب و لازم شمردی، دیگر آنکه چون جهانشاه میرزا پیر بوداق را از شیراز استخراج کرد و او به بغداد متوجه شد ابو یوسف میزا را در شیراز به‌جای او نصب فرمود و پنج هزار تومان در شیراز در وجه {ناخوانا} او تعیین فرمود. بوانات و هرات و مروست را از ولایت شیراز ضمیمهٔ ولایت کرمان ساخت. (دیار بکر، ابوبکر طهرانی)
از بلوکات میان شیراز و یزد، حد شمالی آن انار، شرقی شهر بابک، جنوبی هرات و غربی بوانات فارس است. مرکز آن قصبهٔ مروست و دارای ۱۲ قریه و مساحت آن ۵۰ فرسخ و جمعیت ۲٬۴۱۲ تن است. از بلوکات فارس میانه شمال و مشرق شیراز درازای آن از تاج آباد تا مزرعهٔ صحاف چهارده فرسخ است و پهنای آن از دو فرسخ نگذرد از مشرق و شمال به بلوک شهر بابک کرمان و از مغرب به بلوک بوانات و از جنوب به بلوک نیریز محدود است. قصبه بلوک نیز بنام مروست است. ولایت پارس پنج کورت ست. هر کورتی به پادشاهی که نهاد آن کورت به آغاز او کرده‌است بازخوانده اند بدین جملت، کورهٔ اصطخر، کوره دار البجرد و شهرهای این کوره (کورهٔ اصطخر) این است بوان و مروست. بوان شهرکی است با جامع و منبر و مروست با آن رود و میوه بوم است. چنانک درختان آن مانند بیشه است به اعمال کرمان نزدیک است و هوای آن معتدل است و آبهای روان دارد و آبادانست. مروست دهی مرکز دهستان هرات - مروست، بخش شهربابک، شهرستان یزد واقع در ۹۶ هزار گزی شمال باختری شهربابک و کنار راه شوسه یزد به مروست با ۲٬۵۴۲ تن آب آن از قنات و محصول آن غلات است. (جغرافیای سیاسی کیهان)
حمدالله مستوفی می‌نویسد:
مروست بلوک بزرگی بود در استان فارس در مرز کرمان که از غرب به بوانات و از جنوب به نی‌ریز محدود و مرکز آن روستای مروست است. این روستای مهم ملک خاصه میرزا محمود افغان بود. در سال ۱۳۲۹ ه‍.ش سکنه روستای مروست ۲٬۵۴۲ نفر گزارش شده‌است.
و بنا به دلایل مشهود در گذشته و وجود مستندات مکتوب و کتب تاریخی، مروست سرزمینی پهناور بوده که آثار باستانی بسیار باارزش و اصیل بجامانده، قبرستان وسیع و آثار بدست آمده در قلعهٔ همدان و فخرآباد و سایر مناطق مروست حاکی از این موضوع می‌باشد، مروست همواره بخشی از کرمان بوده و به بوان کرمان شهرت داشت وبسیار آباد بود (مقدسی 2/634)برخی معتفد هستنداز اوایل دورهٔ قاجاریان جزء یکی از بلوکات فارس بوده و در عهد جهانشاه قراقویونلو به سال ۸۴۱ ه‍.ق مروست ضمیمهٔ کرمان شده‌است اسکار فن نیدر مایر که در دوران قاجار از مروست دیدن کرده نوشته منطقه توسط نائب الحکومه ای که از طرف والی کرمان بر آن حکومت می کند اداره می شود که نشان دهنده رونق و توسعۀ مروست در آن زمان است ( زیر آفتاب سوزان ایران صفحۀ 333) پس از انقلاب اسلامی مروست از استان کرمان جدا شد وبه دلیل احداث سدهایی و انتقال آب به نواحی مرکزی استان جدیدالتاسیس یزد کشاورزی هرات و مروست محدود شده و ازجمعیت واهمیت آن کاسته شد . فرهنگ مردم منطقه همچنان متاثر  از فرهنگ کرمان، فارس و گویش محلی نیز ترکیبی از این دو منطقه می‌باشد که با توجه به ارتباط تنگاتنگ روزانه هم‌اکنون مردم این بخش با منطقهٔ همجوار که از توابع شهرستان بوانات استان فارس می‌باشد و روزانه مردم این مناطق جهت انجام امور بانکی، بهداشتی و درمانی و خرید به شهر مروست و رفت آمد مردم شهر مروست به این مناطق جهت استفاده از منابع طبیعی و تفریحی وابستگی و ارتباط‌های بسیار خوبی به این مناطق و مردم شهر مروست برقرار شده و نیز با توجه به اینکه شغل اکثر مردم شهر مروست کشاورزی بوده و آبریز سدهای مروست از این مناطق می‌باشد این ارتباط را ارتقاء داده و این شرایط منطقه‌ای به‌خصوص در بخش فرهنگی، گویشی، نیازمندی‌های روزانه و فواصل کوتاه ارتباطی همگی نشان‌دهندهٔ این مطلب است که مروست با تاریخی دیرینه و فرهنگی اصیل و با وجود ظرفیت‌ها و منابع عالی و همچنین نظر به موقعیت منطقه‌ای و شرایط فرهنگی، اجتماعی، منابع طبیعی، سیاسی و … که به‌طور جامع و کامل که در ادامه آمده شایستگی لازم را جهت توسعه و ارتقا، پیشرفت بیش از این را دارا می‌باشد.

### محل اولیهٔ مروست
- گفته می‌شود محل اولیهٔ مروست به موازات جایگاه کنونی حدود محل پمپ بنزین امروزی واقع شده بوده و باغستان هم مقابل آن به موازات باغستان امروز قرار داشته. آثار بجا مانده از مروست اولیه بنام قلعهٔ حسن رمضان تا سال‌های حدود ۱۳۴۶ دیده می‌شد. مروست اولیه بر اثر سیلی بزرگ از میان می‌رود. با آمدن سیل مردم متوجه می‌شوند که زمین از جانب منطقهٔ فارس به پایین مانند پشت ماهی است و وسط بلندتر است، بنا براین مروست کنونی و مقابلش باغستان را در راستای بلندی زمین بنا می‌کنند و در بالای باغستان به‌سمت بوانات با تخریب تلی مسیر آب را نیز در جهت رودخانهٔ کنونی هدایت می‌کنند و از آن به بعد بنام تل اشکسته (تل شکسته) معروف می‌شود.

## آب و هوا و اقلیم
اقلیم شهر مروست نیمه بیابانی با تابستان های نسبتا گرم و زمستان های سرد است. ارتفاع شهر مروست از سطح دریا ۱٬۵۴۴ متر است.

## مردم و جمعیت

### جمعیت
جمعیت شهر مروست در سرشماری سال ۱۳۹۵ برابر با ۹،۳۷۹ نفر بوده است.

### مردم شناسی
زبان مردم مروست فارسی و با گویش یزدی است. مردم شهر همگی مسلمان و شیعه مذهب هستند.

## جاذبه‌های تاریخی، طبیعی و گردشگری مروست
مروست در فاصلهٔ ۱۸۰ کیلومتری از مرکز استان واقع گردیده‌است و دارای دهستان‌های هرابرجان و ایثار می‌باشد.

### جاذبه‌های گردشگری
- مروست دارای ۳ بافت ارزشمند تاریخی شامل بافت تاریخی فرهنگی مروست، بافت تاریخی و فرهنگی ترکان و بافت تاریخی و فرهنگی هرابرجان که در مجموع حدود ۲۰۰ هکتار می‌باشد.
- وجود ۲ روستای هدف گردشگری شامل کرخنگان و چنارناز در شهرستان مروست که در فاصله حدود ۶۰ کیلومتری از مروست بواقع گردیده‌است و روستای تاریخی مبارکه در فاصله ۵ کیلومتری شهر مروست و دریاچهٔ زیبا و سفیدپوش نمک در ۱۰ کیلومتری این روستا واقع شده‌است.
- روستاه‌های کرخنگان و چنارناز در مناطق خوش آب و هوای کوهستانی منطقه واقع شده که دارای چشم‌انداز فوق‌العاده زیبایی برای گردشگران داخلی و خارجی می‌باشد.
- وجود تک بناه‌های ارزشمند تاریخی در شهرستان من جمله قلعهٔ تاریخی مروست، کاروانسرای شعبه، بقعهٔ شیخ عبدالله، قلعهٔ مبارکه، آرامگاه شریف السادات، استودان کرخنگان و خانه‌باغ‌های بسیار زیبای تاریخی در شهر مروست و روستاهای ترکان و هرابرجان همچنین تعداد زیادی برج و بارو و حمام از دیگر جاذبه‌ها و پتانسیل‌های گردشگری شهرستان می‌باشد که در ادامه به معرفی آن‌ها خواهیم پرداخت. تپه دُهُل زنان (کوه غُرغُرو)، آسیاب آبی، باغستان مروست، دریاچهٔ نمک از دیگر جاذبه‌های دیدنی و گردشگری این دیار محسوب می‌شود.